# Азимов, Нариман Аббаскули оглы
Нариман Аббаскули оглы Азимов (азерб. Nəriman Abbasqulu oğlu Əzimov; 1 июня 1936, Кировабад — 19 ноября 2016, Баку) — азербайджанский дирижёр. Народный артист Азербайджана (1991).

## Биография
Родился 1 июня 1936 года в городе Кировабад Азербайджанской ССР (ныне Гянджа).
В 1960 году окончил факультет дирижирования Азербайджанской государственной консерватории.
Работал хормейстером хорового коллектива Азгострелерадио и звукорежиссёром на AzTV. С 1974 года художественный руководитель и главный дирижёр оркестра азербайджанских народных инструментов им. Сеида Рустамова. С ансамблем сотрудничали такие известные исполнители, как Лютфияр Иманов, Назакет Мамедова, Ниса Гасымова, Ильхама Гулиева и другие.
Умер в г. Баку 19 ноября 2016 года в результате сердечной недостаточности.

## Награды
- Орден «Слава» (2016)
- Народный артист Азербайджана (1991)
- Почётная грамота Президиума Верховного Совета Азербайджанской ССР (1982)[1]
- Персональная стипендия Президента Азербайджанской Республики (2002)[2]